# Humbert Balsan
Pour les articles homonymes, voir Balsan.
Pour les autres membres de la famille, voir Famille Balsan.
Humbert Balsan (21 août 1954 à Arcachon - 10 février 2005 à Paris 1er) est un producteur de cinéma français.

## Biographie
Fils de l'industriel Louis Balsan (1911-1982) et d'Aimée Seillière (sœur d'Ernest-Antoine Seillière), Humbert Balsan, après avoir brièvement étudié à l'université Paris II, débute dans le cinéma en qualité d'acteur, notamment dans Lancelot du Lac (1974) de Robert Bresson ou Loulou (1980) de Maurice Pialat. 
Il se lance ensuite dans la production en créant Ognon Pictures avec succès en tissant des liens entre la France et le Proche-Orient. Le réalisateur égyptien Youssef Chahine, le Libanais Maroun Bagdadi ou le Palestinien Elia Suleiman sont ainsi produits par Balsan. Il produit également les dernier film de René Allio dont il est très proche. Il est également sous-directeur et président de la Cinémathèque française et d'Unifrance, président de l'Académie européenne du cinéma, vice-président de la commission d'avance sur recettes du Centre national de la cinématographie (CNC). Par ailleurs, il est conseiller municipal d'Ognon dans l'Oise.
Il a été marié à Caroline Pigozzi, puis à Donna Mc Leod.
Humbert Balsan a mis fin à ses jours, par pendaison, le 10 février 2005, à Paris. Il est inhumé au cimetière de Montmartre.
La réalisatrice Mia Hansen-Løve signe en 2008 le film Le Père de mes enfants, dont l'histoire s'inspire librement de la fin de la vie de Humbert Balsan.
En 2006, France culture lui consacre une émission en deux volets : Humbert Balsan le secret, par Christine Delorme.
En 2008, la cinémathèque française organise une rétrospective.

## Filmographie

### Production
- 1979 : Le Maître nageur de Jean-Louis Trintignant (producteur délégué)
- 1981 : Quartet de James Ivory
- 1985 : Adieu Bonaparte de Youssef Chahine (producteur délégué)
- 1985 : Bâton Rouge de Rachid Bouchareb (producteur délégué)
- 1986 : Le Sixième Jour de Youssef Chahine (producteur délégué)
- 1987 : L'Homme voilé de Maroun Bagdadi (producteur délégué)
- 1988: Un médecin des Lumières de René Allio (producteur délégué)
- 1990 : L'Amour de Philippe Faucon (producteur délégué)
- 1990: Transit de René Allio (Producteur délégué)
- 1990 : Alexandrie encore et toujours de Youssef Chahine (producteur délégué)
- 1990 : Vincennes Neuilly de Pierre Dupouey (producteur délégué)
- 1991 : Les Équilibristes de Nico Papatakis (producteur délégué)
- 1992 : La Lumière des étoiles mortes de Charles Matton (producteur délégué)
- 1992 : Sabine de Philippe Faucon (producteur délégué)
- 1994 : L'Émigré de Youssef Chahine (producteur délégué)
- 1996 : Y aura-t-il de la neige à Noël? de Sandrine Veysset
- 1996 : Des anges au paradis de Evgueni Lounguine (producteur délégué)
- 1997 : Le Destin de Youssef Chahine (producteur délégué)
- 1997 : Post coïtum animal triste de Brigitte Roüan (producteur délégué)
- 1999 : La Ville de Yousry Nasrallah
- 1999 : Rembrandt de Charles Matton (producteur délégué)
- 1999 : L'Autre de Youssef Chahine (producteur délégué)
- 2000 : Paris, mon petit corps est bien las de ce grand monde de Franssou Prenant
- 2000 : Martha... Martha de Sandrine Veysset (producteur délégué)
- 2001 : Mauvais genres de Francis Girod (producteur délégué)
- 2002 : Intervention divine de Elia Suleiman (producteur délégué)
- 2004 : Le Grand Voyage de Ismaël Ferroukhi (producteur délégué)
- 2004 : L'Intrus de Claire Denis (producteur délégué)
- 2004 : Manderlay de Lars von Trier (producteur délégué)
- 2004 : Quand la mer monte... de Yolande Moreau et Gilles Porte (producteur délégué)
- 2004 : La Porte du soleil de Yousry Nasrallah (coproduit avec Lhab Ayoub)

### Acteur
- 1974 : Lancelot du Lac de Robert Bresson où il interprète Gauvin
- 1976 : Noroît de Jacques Rivette
- 1979 : Un balcon en forêt de Michel Mitrani
- 1980 : Loulou de Maurice Pialat
- 1981 : Une étrange affaire de Pierre Granier-Deferre
- 1981 : Quartet de James Ivory
- 1981 : Chanel solitaire (Coco Chanel) de George Kaczender
- 1982 : Le Jour le plus court (TV)
- 1982 : Tout feu, tout flamme de Jean-Paul Rappeneau
- 1983 : J'ai épousé une ombre de Robin Davis
- 1984 : Les Voleurs de la nuit de Samuel Fuller
- 1985 : Aspern d'Eduardo de Gregorio
- 1989 : Marat de Maroun Bagdadi
- 2002 : L'Adversaire de Nicole Garcia

### Assistant réalisateur
- 1977 : Le Diable probablement de Robert Bresson